# Sundsvall-Timrå Airport
Sundsvall-Timrå Airport, (IATA: SDL, ICAO: ESNN) (tidligere Sundsvall-Härnösand Airport, også kendt som Midlanda) er placeret 10 km nord/øst fra Timrå, 21 km nord for Sundsvall og 32 km syd for centrum af Härnösand, Timrå Kommune i Sverige. Europavej E4 passerer umiddelbart syd for lufthavnen. I 2009 ekspederede den 248.942 passagerer og 4.161 landinger.

## Historie
Lufthavnen blev indviet i 1944. Den nuværende passagerterminal blev åbnet i 1997 og har et areal på 6.500 m2. Lufthavnen var ejet af Swedavia fra april 2010 indtil juni 2013 hvor ejerskab og drift blev overtaget af et selskab ejet i fællesskab af kommunerne Sundsvall og Timrå.

## Selskaber og destinationer
- SAS – Stockholm-Arlanda
- Direktflyg – Luleå
- City Airline – Göteborg-Landvetter
- Sundsvallsflyg – Stockholm-Bromma

## Trafiktal
| År   | Passagerer | % forskel | Landinger | % forskel |
| ---- | ---------- | --------- | --------- | --------- |
| 2009 | 248.942    | 18        | 4.161     | 4         |
| 2008 | 303.629    | 10        | 4.009     | 3         |
| 2007 | 336.345    | 0         | 4.147     | 3         |
| 2006 | 337.661    | 5         | 4.022     | 8         |
| 2005 | 353.981    | 7         | 4.363     | 4         |